# إزاياس غوارديولا
إزاياس غوارديولا (بالإسبانية: Isaías Guardiola) مواليد 1 أكتوبر 1984 في بيترير، إسبانيا، هو لاعب كرة يد إسباني يلعب كظهير أيمن. يلعب حاليا مع نادي إرلنغن لكرة اليد ويحمل الرقم 7. مثل منتخب إسبانيا لكرة اليد.

## روابط خارجية
- إزاياس غوارديولا على موقع الاتحاد الأوروبي لكرة اليد (الإنجليزية)